# 曲半島國家公園
曲半島國家公園（丹麥語：Nationalpark Thy）是丹麥的一處國家公園，位於日德蘭半島的西北部。曲半島國家公園在2008年8月22日開始對公眾開放，面積5—12 km（3.1—7.5 mi）。